# Якутовский солёный источник
Якутовский солёный источник — родник на левом берегу реки Казлаир. Расположен в Куюргазинском районе Башкортостана (Россия), в 2,5 км к северу от села Якутово. Дебет источника составляет 0,5 л/с, минерализация воды достигает 13 г/л.
Памятник природы с 1965 года. Лечебная вода, прозрачная, солёная на вкус, с запахом сероводорода. Местные жители издавна пользуются водами источника для лечения ревматизма, радикулита.
Источник питают неглубоко расположенные воды в районе соляного карста. При выходе мелкие родники образуют небольшое озеро.